# Odunpazarı
Odunpazarı (literalmente "mercado de leña" en turco) es un distrito histórico de la provincia de Eskişehir en la región de Anatolia Central de Turquía. Odunpazarı es uno de los distritos centrales de Eskişehir junto con el distrito de Tepebaşı.

## Cultura
El centro histórico de la ciudad de Odunpazarı fue incluido en la Lista Indicativa del Patrimonio Mundial de la UNESCO en 2012. En 2019, se inauguró el Museo Moderno Odunpazarı, diseñado por el arquitecto japonés que se llama Kengo Kuma. Además, han comenzado los preparativos para el establecimiento del primer "Museo del Gato" en Turquía.

## Estructura administrativa

### Alcaldes
| Kazım Kurt        | 2014 -      |
| Burhan Sakallı    | 2004 - 2014 |
| İsmail Haşim Ateş | 1999 - 2004 |
| Ayhan Boyer       | 1994 - 1999 |

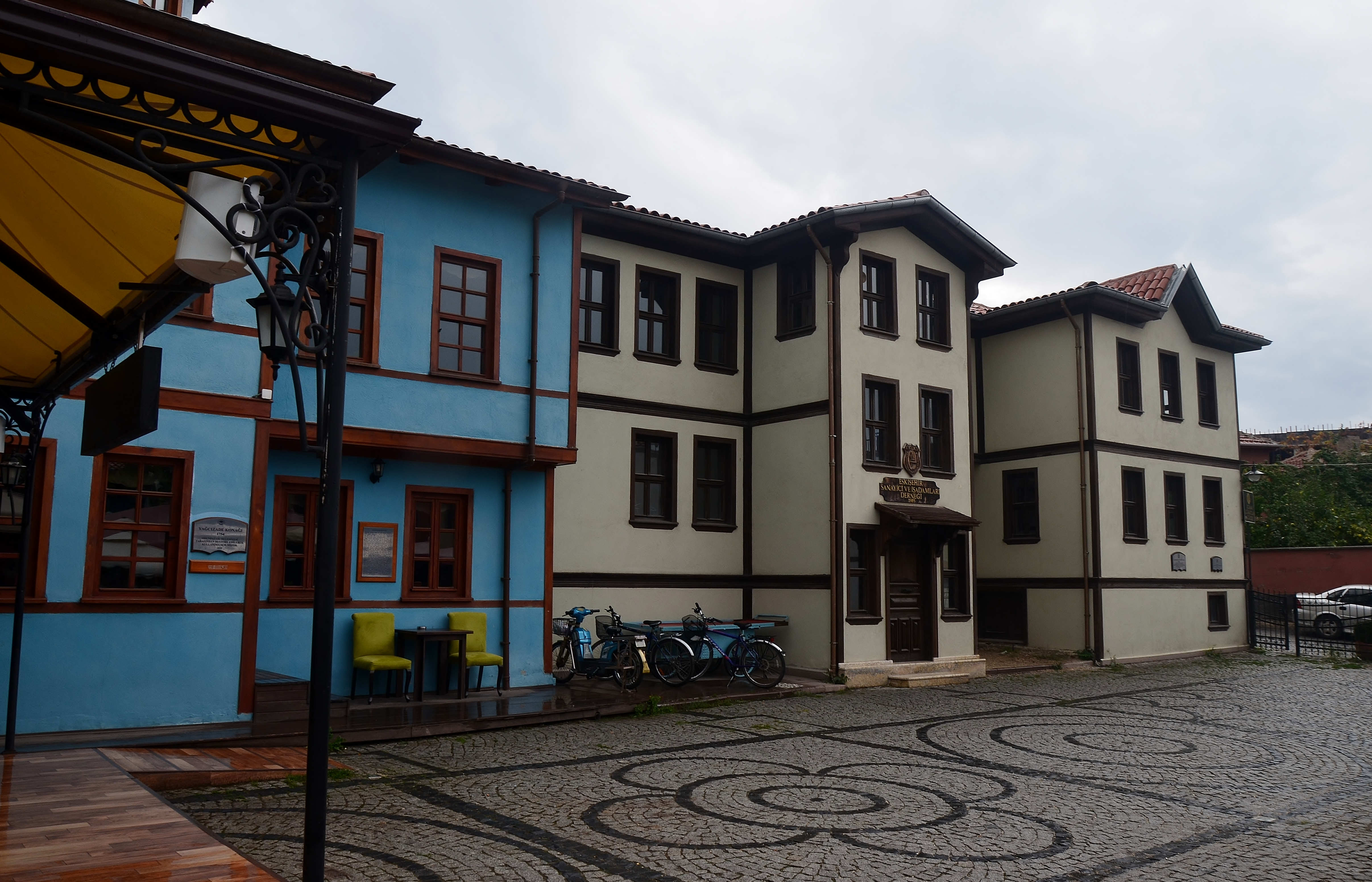
una vista de varias casas historicas
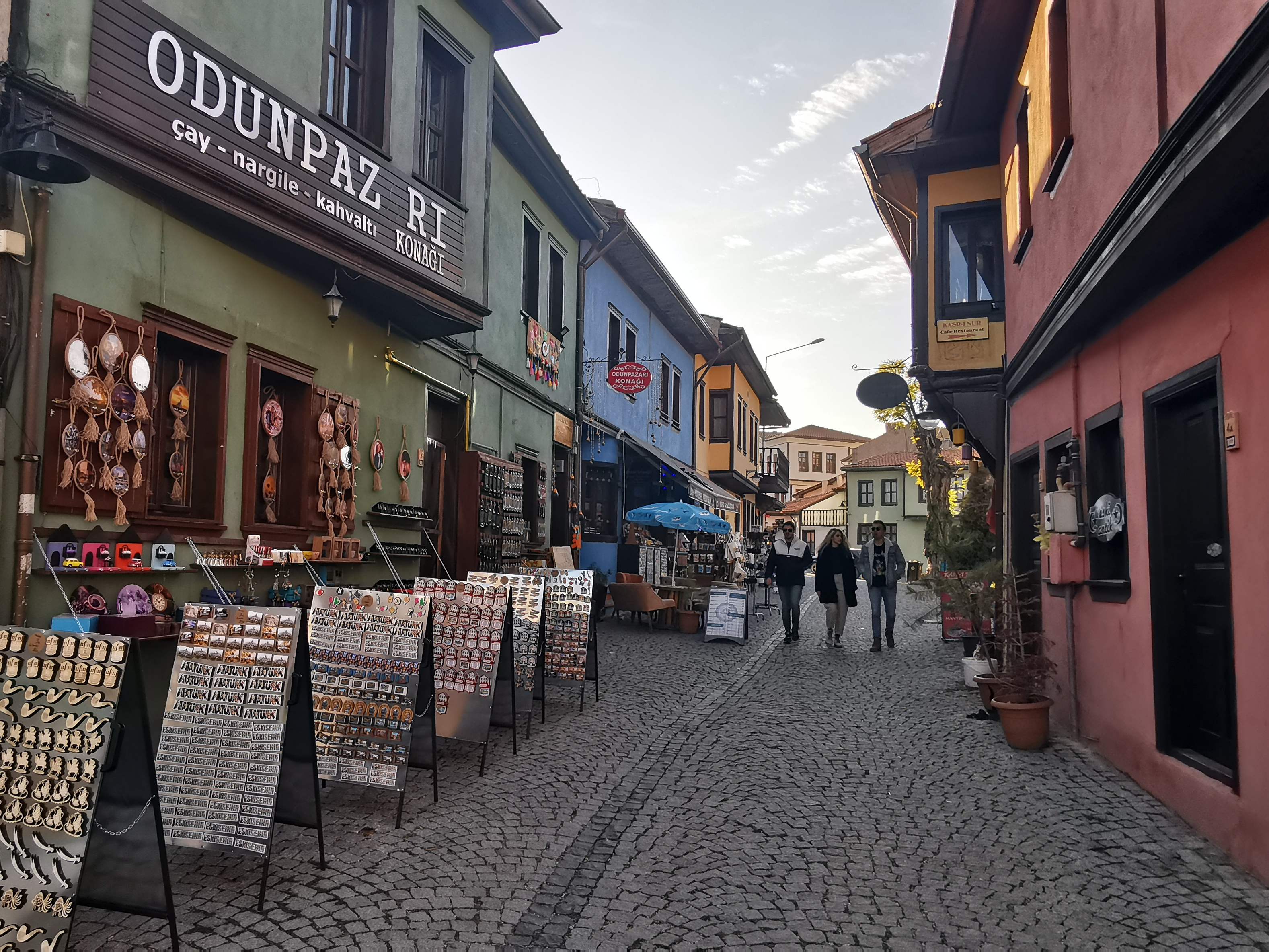
un distrito histórico
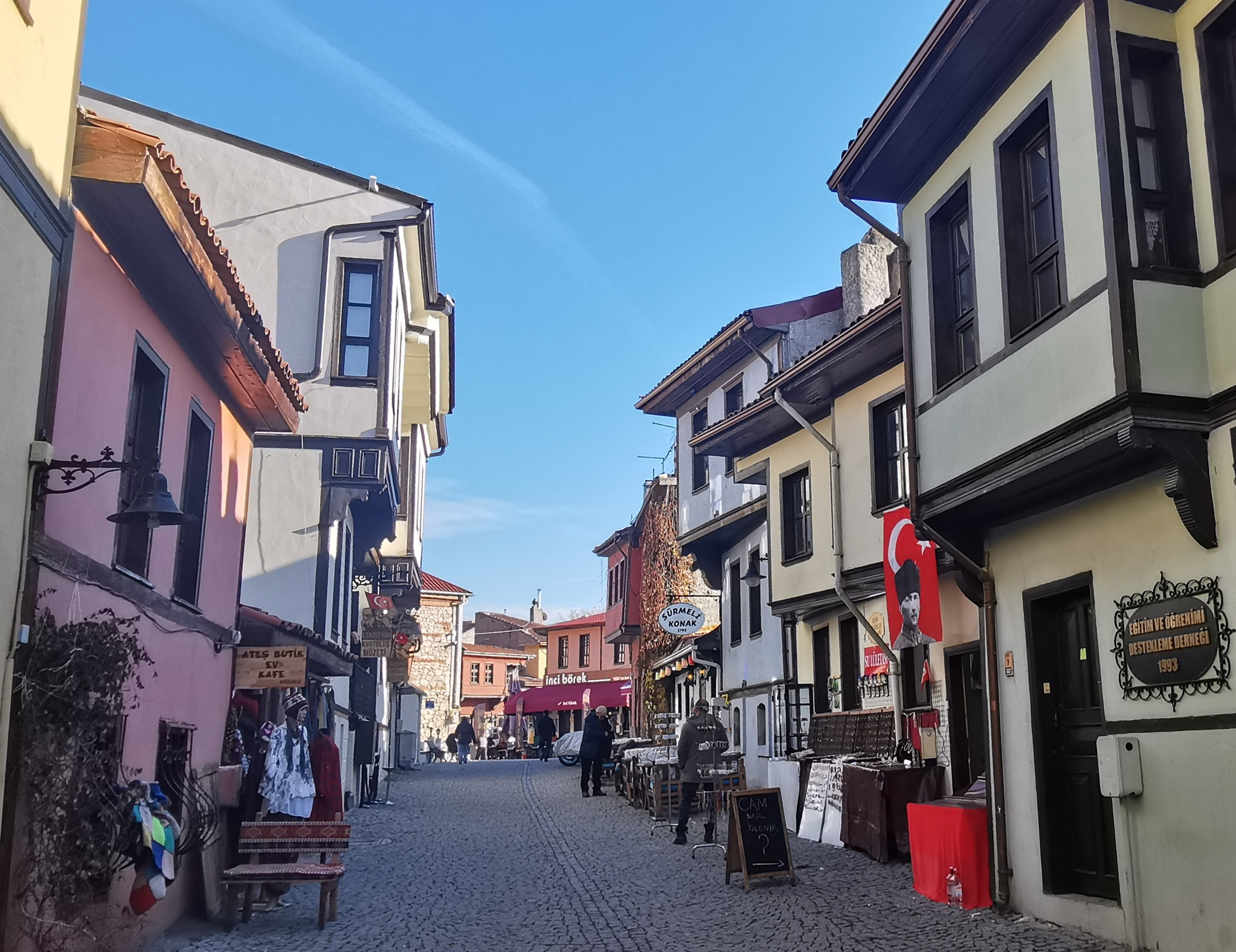
un distrito histórico
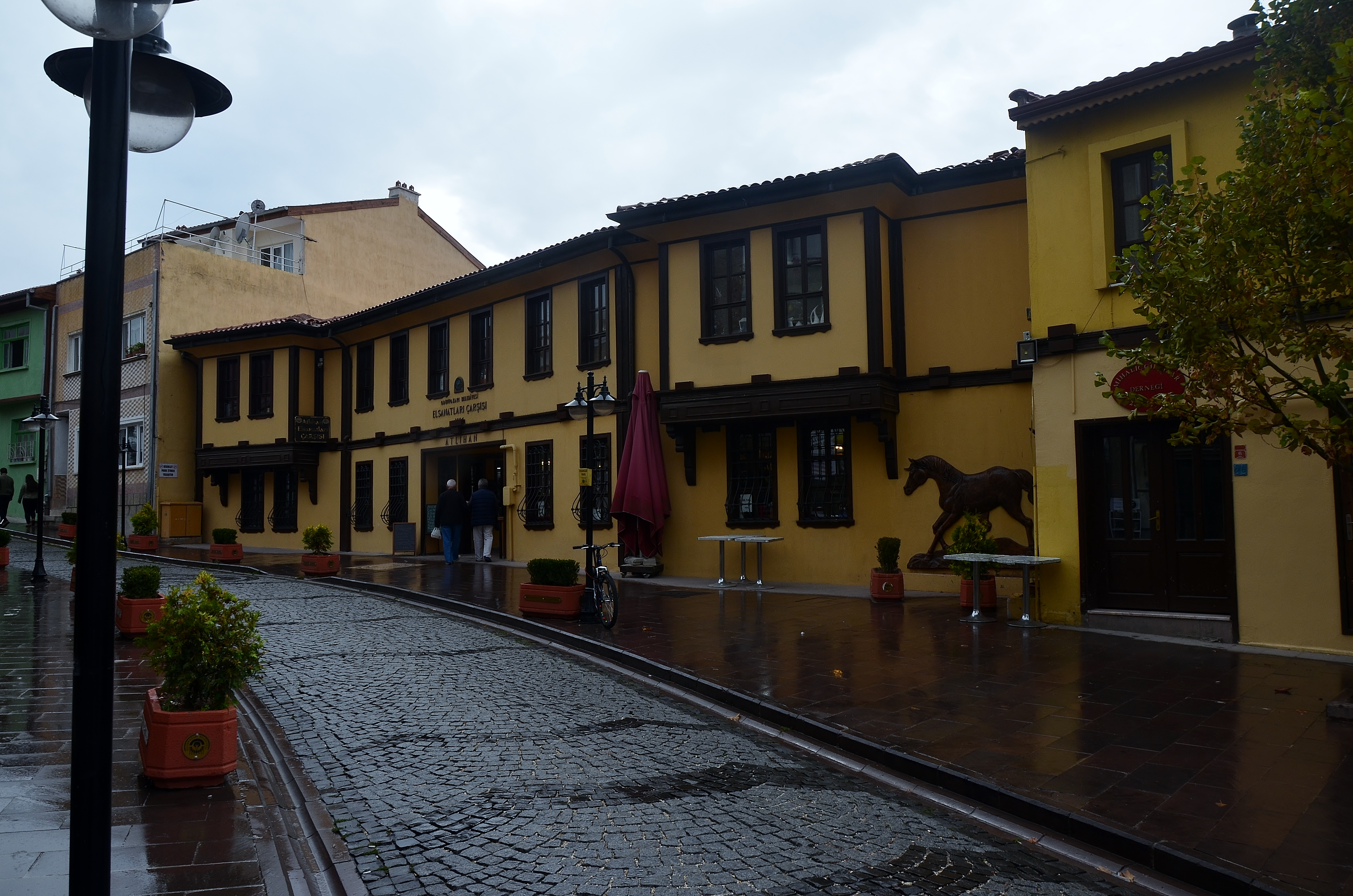
una vista de varias casas
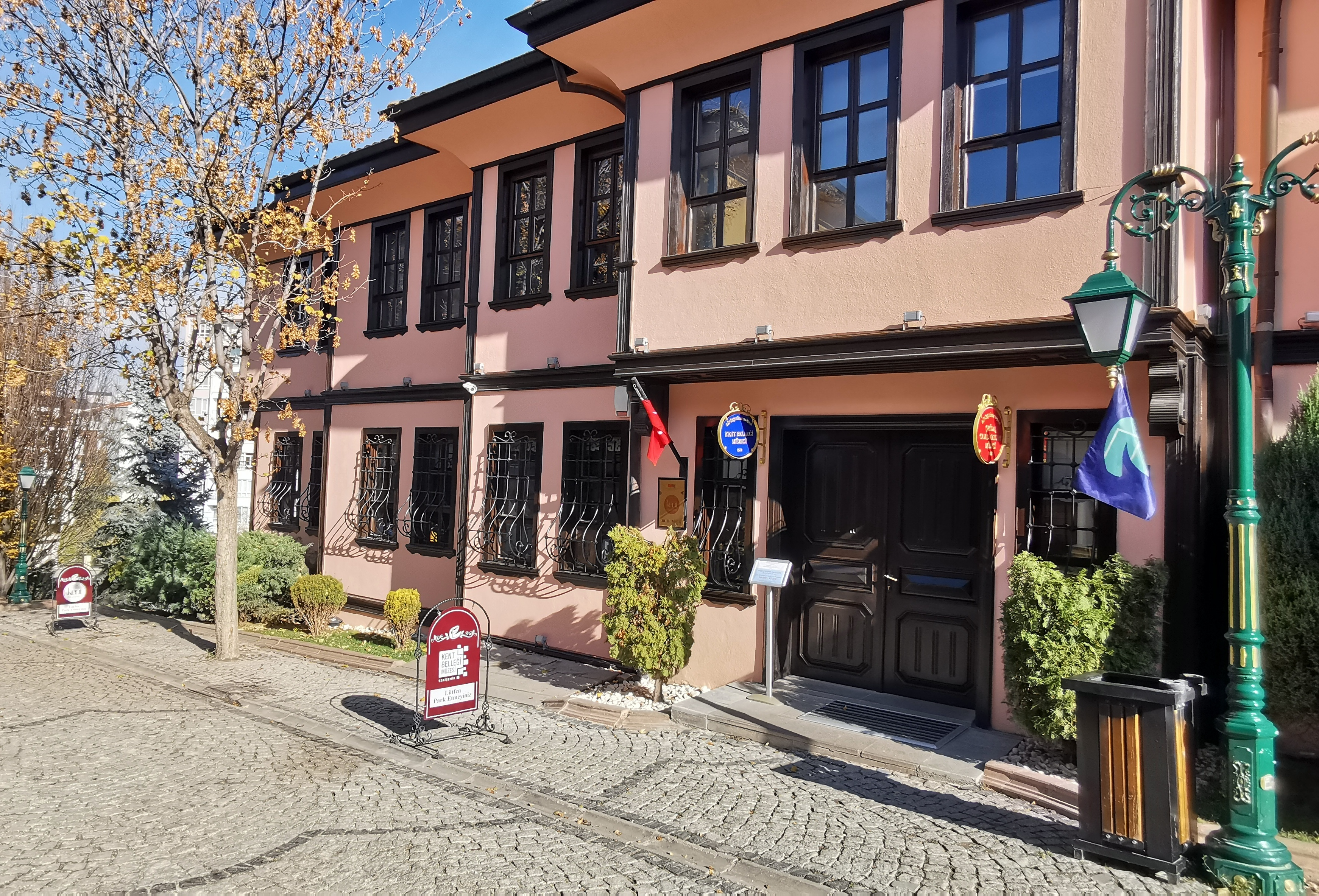
Un museo en Odunpazarı
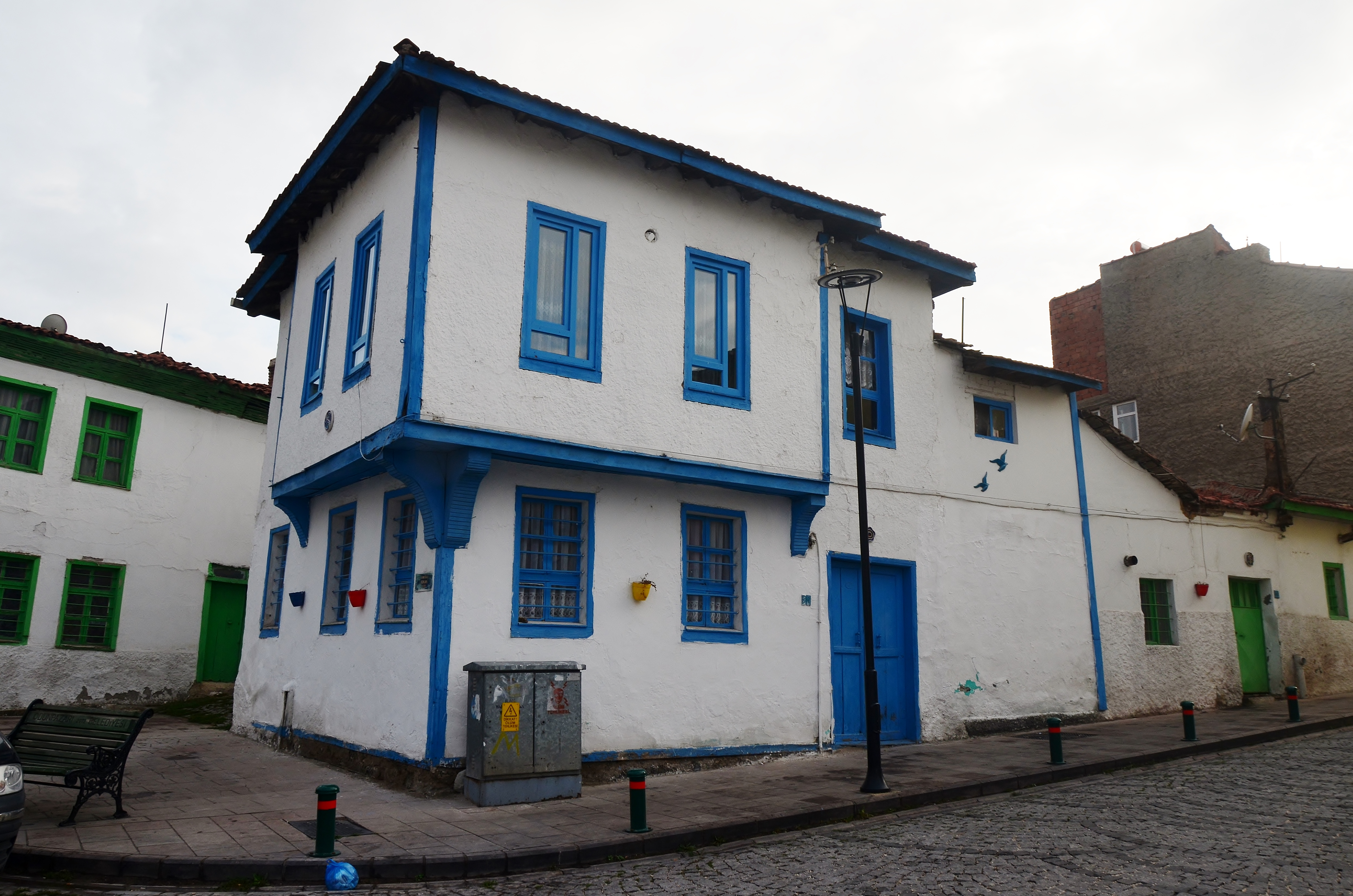
una casa tradicional en Odunpazarı
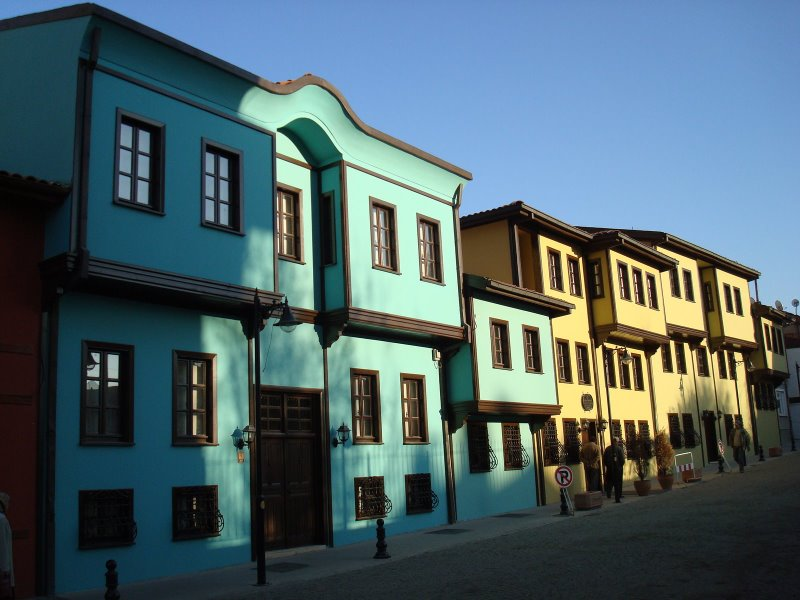
Una vista general de las casas de Odunpazarı
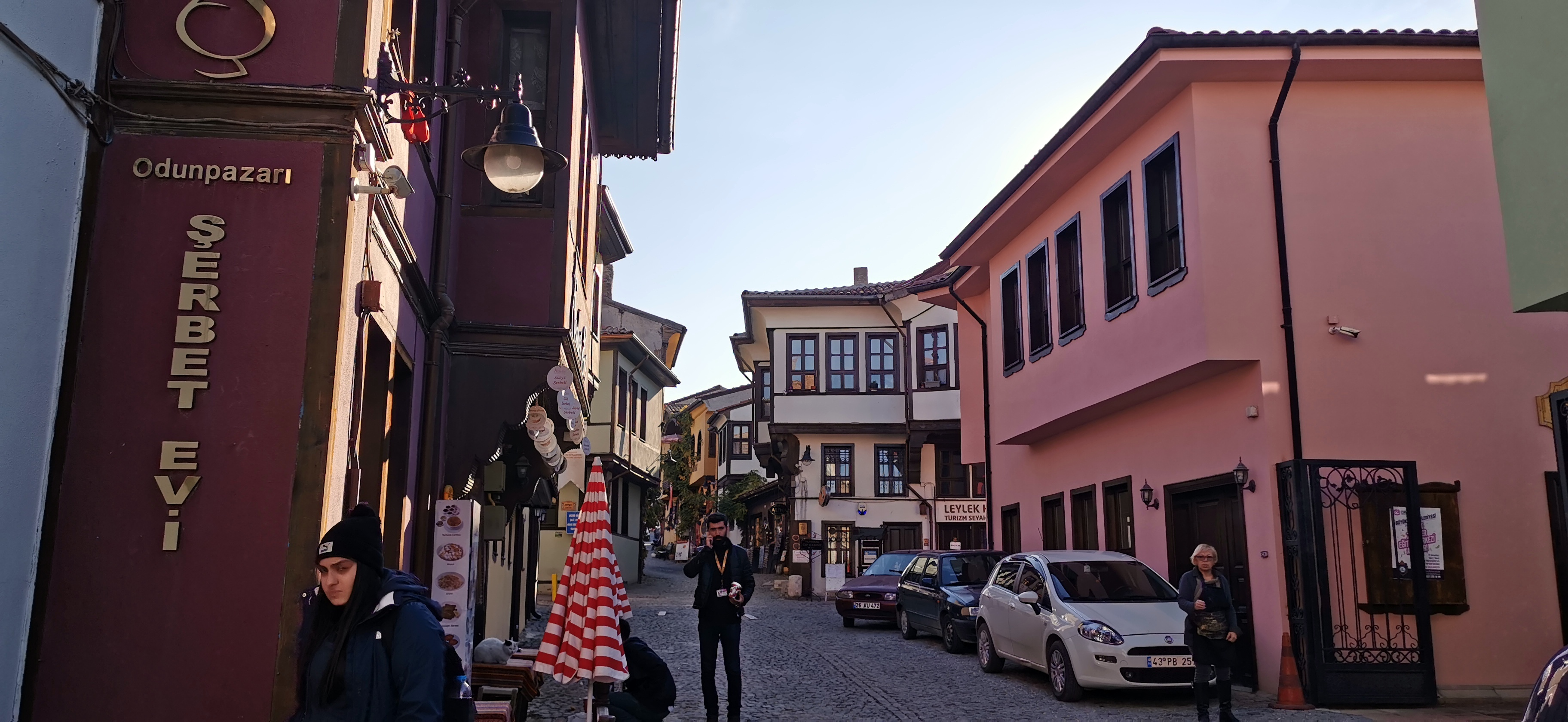
Una calle en Odunpazarı